# Rodrigo de Bastidas
Rodrigo Galván de las Bastidas (Sevilha, 1445 — Santiago de Cuba, 1527), foi um conquistador castelhano, descobridor do litoral atlântico colombiano e do rio Magdalena e fundador do porto de Cartagena e de Santa Marta.
Foi um navegante andaluz, afincado em Triana, em Sevilha. Participou na segunda viagem de Colombo às Índias em 1493; em 1501 percorreu o Panamá e grande parte do território colombiano.
A 5 de junho de 1500, a Bastidas foi-lhe concedida licença para descobrir ilhas ou terras não visitadas por Colombo ou outros navegantes, bem como terras não pertencentes a Portugal, desde as costas do Cabo da Vela em Coquibacoa.
Em 1501 zarpou do porto de Cádis em duas naves: San Antón e Santa María de Gracia, mais um bergantim e um chinchorro. Nesta viagem foi acompanhado por Juan de la Cosa e Vasco Núñez de Balboa.
Descobriu as costas da Colômbia e as baías de Santa Marta, Cartagena e Cispatá, chegou às costas panamenhas (na atual Comarca de Kuna Yala) após ter percurso o litoral venezolano e descoberto o rio Magdalena e o golfo de Urabá, continuou com a sua tarefa exploradora e descobriu o istmo do Panamá, percorreu os portos de Retrete e Nombre de Dios, então mandou fazer um porto que batizou na sua honra como El Escribano. Contudo, ao ter as naves em muito mal estado, teve de regressar para a ilha Espanhola (atual São Domingos), na qual estava a principal base de operações dos viajantes espanhóis.
Ao chegar às costas da Espanhola, uma das suas naves naufragou, mas pôde salvar parte da sua carga (que se tratava na maior parte de ouro). Nesta ilha foi acusado de negociação ilegal com os indígenas. Após ser processado em 1502 por Francisco de Bobadilla (que também processou a Colombo) foi declarado inocente das acusações e, uma vez pagos os direitos à Coroa, os Reis Católicos outorgaram-lhe uma renda anual sobre a produção da província de Urabá e Cenu.
Em 1525, de volta para América, fundou a cidade de Santa Marta (atual capital do Departamento colombiano de Magdalena) entre o Cabo da Vela e o rio Magdalena, uma das primeiras cidades continentais da América que ainda existe. Juan Villafuerte, o seu próprio tenente, dirigiu uma conspiração contra Bastidas que quase lhe custou a vida. Ferido, tentou voltar para a ilha Espanhola. Em 28 de julho de 1527, ao ancorar em Santiago de Cuba, faleceu. Os seus restos repousaram em São Domingos até serem transladados, em meados do século XX, para Santa Marta, por encomenda do governo local, e repousam atualmente na catedral dessa cidade.